# Boeckella brevicaudata
Boeckella brevicaudata is een eenoogkreeftjessoort uit de familie van de Centropagidae. De wetenschappelijke naam van de soort is voor het eerst geldig gepubliceerd in 1875 door Brady.